# ممدود الوجه
ممدود الوجه (الاسم العلمي:†Eryops) هو جنس منقرض من البرمائيات البدائية يتبع فصيلة ممدودات الوجه من رتبة مقسومات الفقار. عاش في المستنقعات أثناء العصر البرمي، وكان آكل للحوم، لديه جسم قوي ذو أضلاع عريضة جدا وعمود فقري قوي، له أربعة سيقان قوية وقصيرة مع ذيل قصير، والجمجمة طويلة وعريضة وذو فكوك قوية مع أسنان حادة، بلغ طوله حوالي متر ونصف. كان مفترس وعنيف سواء على الأرض أو في الماء، كان يتغذى في الغالب على الأسماك والزواحف والبرمائيات الصغيرة الأخرى. وقد كان بطيئاً على الأرض، لكن كان أسرع في الماء، ويعتقد العلماء بأنه كان غير قادر على الركض.

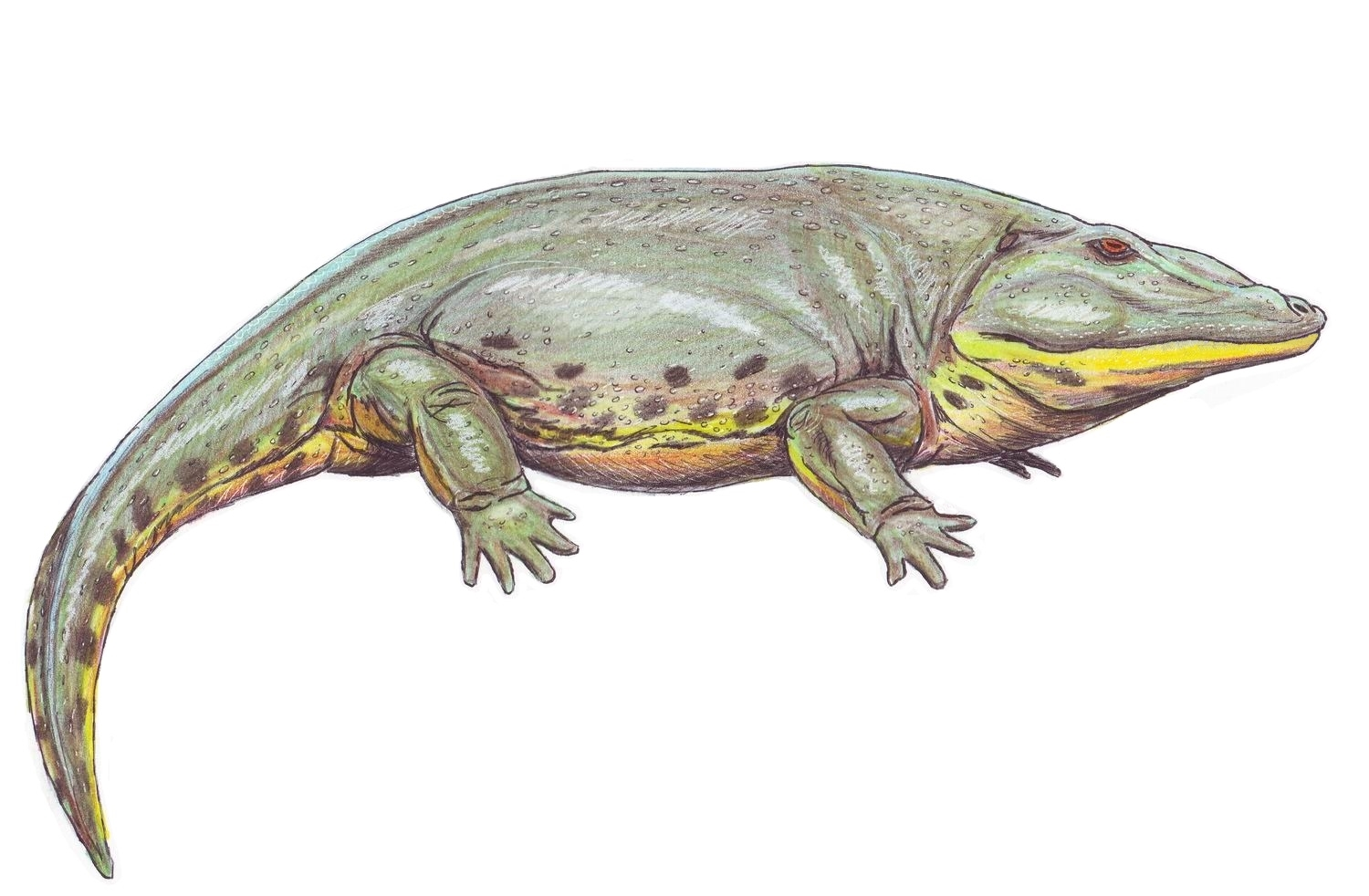
إعادة إنشاء

يُعتبرمن سكان المستنقعات مثل كل البرمائيات، وكان لابد وأن يعيش قرب الماء حيث أن بيض البرمائيات ليس لديه قشرة ويجب أن يوضع في الماء (أو في المناطق الرطبة) حتى لا تجف تجف وتموت. عاش خلال العصر البرمي قبل 270 مليون سنة تقريبا، قبل فترة طويلة من تطور الديناصورات. وُجدت متحجراته في تكساس بالولايات المتحدة الأمريكية.